# Jean Ratyé
Jean Étienne Charles Marcel Ratyé (Lyon, 19 mai 1863-Paradou, 20 septembre 1946), est un officier de marine français. 

## Biographie
Il entre à l'École navale en octobre 1880 et en sort aspirant de 1re classe en octobre 1883. Il sert alors sur le Trident en escadre de Méditerranée puis embarque sur le Bayard dans l'escadre d'Amédée Courbet en mer de Chine avec laquelle il prend part au débarquement de Tamsui et à la prise de Keelung (octobre 1884) où il est blessé puis à la bataille de Shei-Po avant de passer sur le croiseur Nielly. 
Enseigne de vaisseau (octobre 1885), il sert à la division de l'océan Indien et commande lors du combat de Farafatte (Madagascar) la compagnie de débarquement du Nielly. Il revient en France puis embarque sur le croiseur Sfax en escadre d'évolutions (1887) puis sur l'aviso-torpilleur Couleuvrine (1888) et sur le cuirassé Colbert (1889). 
Lieutenant de vaisseau (novembre 1889), officier de manœuvre sur le Requin en escadre du Nord (1890), il se fait remarquer de l'amiral Gervais qui désormais deviendra son grand protecteur et qu'il accompagnera dans de nombreuses affectations. 
Officier d'ordonnance du ministre (septembre 1892), il est attaché à la 2e section de l’État-major général (1893-1894) puis sert comme aide de camp de Gervais en escadre de réserve sur le Richelieu (1895), en escadre de Méditerranée sur le Brennus (1896) et accompagne Gervais en Russie lors du voyage de Félix Faure en 1897. 
En 1898, il commande le torpilleur Chevalier en escadre de Méditerranée puis sert de nouveau auprès de Gervais comme aide de camp (octobre 1899) et l'accompagne lors des grandes manœuvres de 1900, 1901 et de 1902. Secrétaire de la Commission de refonte des livres de signaux et de la tactique navale, il commande le Vauban en escadre d'Extrême-Orient et est promu capitaine de frégate en mars 1905. 
Second de la 3e flottille de torpilleurs à Rochefort puis du Jules-Ferry, il est le commandant en 1907 du croiseur Isly en escadre du Nord et est envoyé au Maroc avec la division dirigée par Joseph-Alphonse Philibert durant le débarquement de Casablanca et à l'occupation de la Chaouïa. Commandant dans les mêmes eaux du croiseur Du Chayla (1908), il devient en 1910 professeur de stratégie et de tactique navale à l'École supérieure de la marine. 
Capitaine de vaisseau (décembre 1911), sous-directeur de l’École supérieure de la marine, il commande le croiseur cuirassé Ernest-Renan en escadre légère et se montre excellent manœuvrier, participant avec ce navire aux premières opérations de la Première Guerre mondiale en Méditerranée puis aux difficiles croisières en Adriatique (1914-1915). En 1916, il commande le cuirassé Mirabeau toujours en Adriatique et se fait remarquer par la précision de son tir durant les incidents d'Athènes (décembre 1916), obtenant en janvier 1917 un témoignage de satisfaction pour son analyse de l'organisation de la veille intensive contre les sous-marins qu'il appliqua avec talent sur le Mirabeau. 
Commandant supérieur des patrouilles en Méditerranée, il est promu contre-amiral en décembre 1917 et devient délégué général des routes de Méditerranée à Malte où il lutte activement contre les sous-marins. 
Délégué général du commandant en chef des flottes alliées en Méditerranée et du gouvernement français à la Commission interalliée de contrôle de l'armistice austro-hongrois, sa diplomatie est remarquée. En 1920, il devient chef de la mission française à la Commission navale interalliée de l'Adriatique et est remercié vivement par le ministère des Affaires étrangères pour son efficacité. 
Vice-amiral (novembre 1921), commandant de l’École supérieure de marine et du Centre des hautes études études navales, il y est le premier à tenter de développer la coopération interarmées en organisant des cours communs, des exercices et des voyages d'études. 
Membre du Conseil de perfectionnement de l'École polytechnique, il prend sa retraite en mai 1925. 

## Récompenses et distinctions
- Chevalier (11 juillet 1895), Officier (30 décembre 1911), Commandeur (14 juillet 1919) puis Grand-Officier de la Légion d'Honneur (29 juin 1923).